# Keiichi Yamanaka
Keiichi Yamanaka (japanisch 山中敬一; * 16. März 1947 in Osaka) ist ein japanischer Rechtswissenschaftler und Hochschullehrer an der Kansai-Universität.

## Leben
Yamanaka studierte von 1966 bis 1970 Rechtswissenschaften an der Kansai-Universität Osaka und machte dort 1972 seinen Magister der Rechtswissenschaften (Shushi). 1975 erreichte er an der Universität Kyōto den Doktorgrad (Hakase). Anschließend arbeitete Yamanaka als Dozent in Osaka. 1978 wurde er dort außerordentlicher Professor, 1985 erhielt er eine planmäßige ordentliche Professur an der Kansai-Universität Osaka. Es folgten zahlreiche Forschungsaufenthalte in Deutschland, unter anderem an den Universitäten München, Köln, Tübingen, Frankfurt am Main und Göttingen. Von 1996 bis 1998 war er Dekan der rechtswissenschaftlichen Fakultät der Universität Osaka, von 1997 bis 2000 stand er der strafrechtswissenschaftlichen Gesellschaft Japans vor. 1999 promovierte er in Kyōto zum Dr. iur. Von 2001 bis 2012 war er zudem Dozent für Strafverfahrensrecht an der Polizeiakademie der Region Kinki.

## Ehrungen
- 2007: Ehrendoktorwürde der Universität Białystok (Polen)
- 2009: Ehrendoktorwürde der Universität Huánuco (Peru)
- 2014: Ehrendoktorwürde der Universität Göttingen (Deutschland)
- 2014: Reimar Lüst-Preis für internationale Wissenschafts- und Kulturvermittlung der Alexander von Humboldt-Stiftung

## Werk
Yamanakas Forschungsschwerpunkt liegt vor allem in der Strafrechtsvergleichung, insbesondere in der Vergleichung des Strafrechts Deutschlands und Österreichs mit dem Japans. Darüber hinaus ist er Mitverfasser zahlreicher Standardlehrbücher zum Allgemeinen und Besonderen Teil des japanischen Strafrechts.
- Kausalität und Zurechnung im Strafrecht. Seibundo-Verlag, Tokyo 1984 (japanisch, Titel ins Deutsche übersetzt).
- Grenzen der Notwehr. Seibundo-Verlag, Tokyo 1985 (japanisch, Titel ins Deutsche übersetzt).
- Betrachtungen über die Otsu-Affäre. Seibundo-Verlag, Tokyo 1994 (japanisch, Titel ins Deutsche übersetzt).
- Die Lehre von der objektiven Zurechnung im Strafrecht. Seibundo-Verlag, Tokyo 1997 (japanisch, Titel ins Deutsche übersetzt).
- Studien zum Rücktritt vom Versuch. Seibundo-Verlag, Tokyo 2001 (japanisch, Titel ins Deutsche übersetzt).
- Strafrechtsdogmatik in der japanischen Risikogesellschaft. Nomos, Baden-Baden 2008, ISBN 978-3-8329-3886-4.
- Struktur und Funktion der Straftatlehre. Seibundo-Verlag, Tokyo 2010 (japanisch, Titel ins Deutsche übersetzt).
- Geschichte und Gegenwart der japanischen Strafrechtswissenschaft. De Gruyter, Berlin 2012, ISBN 978-3-11-029872-7.
- Medizinstrafrecht, Bd. 1 (Einführung/Behandlungsfehler). Seibundo-Verlag, Tokyo 2014 (japanisch, Titel ins Deutsche übersetzt).
- Das japanische StGB. Nomos, Baden-Baden 2021, ISBN 978-3-8487-6902-5.